# Marion Zilio
Marion Zilio est essayiste, enseignante, critique d’art et commissaire d’exposition  française. Docteure en esthétique, elle est l'autrice de plusieurs ouvrages portant sur les liens entre appareils, capitalisme et processus de subjectivation.  

## Biographie
[source secondaire souhaitée]Après une formation en histoire de l’art, philosophie et arts plastiques à l’Université de Toulouse II Jean Jaurès, elle obtient un doctorat en esthétique, sciences et technologies des arts à l’Université de Paris 8 Vincennes-Saint-Denis. Elle est actuellement enseignante à l’Université de Paris 8, l'ESA Saint-Luc Bruxelles et à l'EESAB de Rennes. En 2018, elle a été professeure invitée à l’École Nationale Supérieure de Cinéma de Téhéran (Iranian National School of Cinema holds).
Elle publie Faceworld. Le visage au XXIe siècle (2018), aux Presses Universitaires de France dans la collection Perspectives critiques, traduit en anglais en 2020,. Elle y analyse les conséquences sociales, politiques et artistiques de la circulation des visages et des selfies,,.
Elle est également l’autrice de l'ouvrage Le livre des larves. Comment nous sommes devenus nos proies (Presses Universitaires de France, 2020), qui se situe à la croisée de l'essai et de la fiction,.
Elle a participé à plusieurs ouvrages collectifs, dont Postcritique, mais aussi à des monographies et des catalogues d’exposition.
Depuis 2012, elle collabore régulièrement avec des revues spécialisées et a cofondé plusieurs espaces de critiques expérimentales. Au fil de ses textes et de ses expositions, elle expérimente des méthodologies d’apprentissage plus créatives ou performatives.
En 2016, elle est nommée directrice artistique des hors les murs, de la YIA Art Fair. Elle y coordonne la mise en place d’une quinzaine d’évènements en partenariat avec le réseau Marais Culture +, regroupant des expositions, des cycles de performances, de danses, des projections de courts et de moyens métrages, des rencontres entre public, artistes et professionnels, à l’occasion de visites d’ateliers à la Cité Internationale des Arts et de tables rondes autour des enjeux de l’art contemporain.

## Publications

### Ouvrages personnels
- El libro de las larvas. Cómo nos convertimos en nuestras presas, traducción de Andrés Abril, Buenos Aires, Cactus, 2022  (ISBN 978-987-3831-67-6)
- Le Livre des larves. Comment nous sommes devenus nos proies, Paris, PUF, 2020 (ISBN 2130825656)
- (en) Faceworld. The Face in the Twenty-First Century (trad. Robin Mackay), London, Polity Press, 2020 (ISBN 9781509537266)
- Faceworld. Le visage au XXIe siècle, Paris, PUF, 2018 (ISBN 2130801013)

### Ouvrages collectifs
- « Du visage à la Sur-Face », dans Photographie & contemporain, Paris, L’Harmattan, coll. « Eidos », 2009, p. 187-194.
- « De l’a-culture aux sources de l’imaginaire contemporain ? », dans Photographie, médias & capitalisme, Paris, L’Harmattan, coll. « Eidos », 2009, p. 183-192.
- « Le visage contemporain. Enjeu de la technogenèse et des imaginaires fluides », dans Poétique(s) du numérique 2, Montpellier, Entre-temps, 2013.
- « Le masque, un organe artificiel ? », dans Miroirs obliques : auto-représentations biaisées dans le discours et dans les arts, Roumanie, Bacau, 2014, p. 276-284.
- « Espace glocal & numérique », dans Lieux et Mondes. Arts, cultures et politiques, Paris, L’Harmattan, coll. « Eidos, », 2015, p. 223-232.
- « Du dispositif immersif à l’appareil. Écologie d’une réappropriation », dans Immersivité de l’art. Interactions, insertions, hybridations, Paris, L’Harmattan, coll. « Mouvements des savoirs », 2015, p. 189-201, co-écrit avec Florian Gaité.
- « Quand soudain… Avers et revers dans l’installation filmique Ashes de Steve McQueen », dans Mondes du cinéma 9, éditions LettMotif, 2016, p. 37-46.
- « Dis que c’est bien, dis que c’est beau », dans Laurent de Sutter (dir.), Le livre des trahisons, Paris, PUF, 2016, p. 225-232.
- « Le monstre, contingence de la vie », dans La vie, Paris, L’Harmattan, coll. « Eidos », 2016.
- « Selfie-porn et écologie de l’attention sur Instagram », dans Interfaces de l’intime, Presses Universitaires de Bordeaux, 2016, p. 167-178.
- « Alexandra Guillot. Une sorcière contemporaine ( postface) », dans Votre futur est plein d’avenir, Paris, Presses Littéraires, 2016, p. 27-40.
- « Chroniques inactuelles (préface) », dans Emmanuelle Potier, 365 jours, Presses Littéraires, 2017.
- « Art : Pour une post-contemporanéité », dans Laurent de Sutter (dir.), Postcritique, Paris, PUF, 2019, p. 115-136.

### Commissariats d’exposition
- Cannibalisme <> animalisme (avec Julien Verhaeghe), Paris, 2015.
- Générescences (avec Julien Verhaeghe), Carrousel du Louvre, Paris, 2015.
- TheSquareMeter, Luc Lapraye, Galerie Laure Roynette, 2016.
- Go Canny ! Poétique du sabotage (avec Nathalie Desmet et Éric Mangion), Villa Arson, Nice, 2017.
- Metaxu. Le séjour des formes (avec Fatma Cheffi), B’Chira Art Center, Tunis, Tunisie, 2017.
- Newwwar. It’s Just a Game ?, Bandjoun Station, Bandjoun, Cameroun, 2018.
- Avant la poussière, Lieu Unique, Nantes, 2018.
- Blo b !, Galerie Bertrand Grimont, Paris, 2018.
- Darkroom in Use, Matthieu Boucherit, Galerie Valérie Delaunay, Paris, 2018.
- …, Haythem Zakaria, Hôtel de la République, Paris, 2019.
- Format Cabine, Centre Tignous d’Art Contemporain, Montreuil, 2021.
- – 196 °C ἄζωτος, PRéàVIE, Près Saint-Gervais, 2022.
- Comme si, Galerie Éric Mouchet, Paris, 2022.
- En découdre. Petites mains, midinettes et mascarades, Les Sheds, Pantin, 2022.
- L'Altra Roma, Espace le Carré, Lille, 2023.
- Sympathies n°1, Juliette George, 3 bis f, Aix-en-Provence, 2024.
- Quantum Leap, Galerie Éric Mouchet, Bruxelles, 2024.